# Chiesa di Sarria
La Chiesa dell'Immacolata Concezione conosciuta anche come Chiesa di Sarria è una chiesa rotonda di rito cattolico che si trova a Floriana, sull'isola di Malta.

## Storia
La cappella originaria fu costruita nel 1585 con fondi forniti dal cavaliere Fra Martin Sarria Navarra.
Successivamente alle devastazioni della peste del 1675-76, il Gran maestro Nicolas Cotoner costruì al suo posto un'altra chiesa dedicata all'Immacolata Concezione in segno di ringraziamento. La chiesa fu progettata dal pittore Mattia Preti e costruita sotto la direzione dell'architetto Lorenzo Gafà.
La Chiesa di Sarria servì come chiesa parrocchiale provvisoria per Floriana dal 1942 al 1944, dopo che la Chiesa di San Publio fu danneggiata dai bombardamenti aerei delle forze dell'Asse durante la seconda guerra mondiale.

## Interni
All'interno della chiesa sono custodite sette grandi tele dipinte da Mattia Preti così come la pala d'altare che raffigura l'Immacolata Concezione con degli angeli che ripongono le spade dopo aver sconfitto la peste.